# Jet Hendriks
Jet Hendriks (6 mei 1993) is een Nederlands korfbalster. In de jeugd speelde ze voor Koog Zaandijk, maar ze verhuisde naar TOP uit Sassenheim. Daar werd ze 4 maal Nederlands kampioen in de Korfbal League. Ook was zij een speelster van Oranje. Sinds 2023 speelt zij voor het Amsterdamse AW.DTV
Hendriks woont samen met haar partner en oud-ploeggenoot Mick Snel in Amsterdam.

## Spelerscarrière

### Koog Zaandijk
Hendriks begon op 4-jarige leeftijd met korfbal bij Koog Zaandijk. Ze speelde zichzelf hier in de jeugd al in de kijker, want ze werd regelmatig geselecteerd voor regioteams. Zo werd ze in 2007 ook geselecteerd voor Jong Oranje.

### TOP
Op 18-jarige leeftijd besloot zij in 2011 over te stappen naar TOP.  In seizoen 2010-2011 was TOP namelijk voor het eerst in de clubgeschiedenis landskampioen in de zaal geworden en Hendriks wilde meedoen op het allerhoogste niveau.
Haar 3e seizoen bij TOP was een groot succes. Niet alleen won zij de prijs van Beste Speelster onder 23 Jaar, maar ze won met TOP ook het landskampioenschap in de Korfbal League.
In 2015 won ze eerst nog de Europacup in de zaal en ook nog de Nederlandse veldtitel. 
In 2016 won ze de Korfbal League voor de tweede keer en won ze ook de Supercup. 
Ook 2017 was een jaar met veel succes, want ook in dat jaar won TOP de Korfbal League en de Europacup. In 2018 won TOP wederom de Korfbal League en de Europacup.
In seizoen 2018-2019 strandde TOP zowel op het veld als in de zaal in de play-offs en speelde de ploeg geen finales. In het seizoen erop, 2019-2020 was TOP goed op weg naar play-offs, echter werd de competitie niet uitgespeeld vanwege COVID-19.
In seizoen 2020-2021 begon de competitie wat later dan normaal, vanwege COVID-19. TOP werd na de reguliere competitie 2e in Poule B, waardoor het zich plaatste voor de play-offs. In de eerste play-off ronde versloeg TOP in 2 wedstrijden AKC Blauw-Wit, waardoor het een ronde verder kwam. In de 2e play-off ronde (halve finales) stuitte het echter op PKC. TOP won de eerste wedstrijd in de best-of-3 met 22-21, maar verloor de daarop volgende 2 wedstrijden. Hierdoor hield het seizoen voor TOP op in de 2e play-off ronde.
Seizoen 2020-2021 was haar laatste seizoen bij TOP, aangezien ze moest stoppen vanwege haar zwangerschap.

### AW.DTV
Per seizoen 2023-2024 maakt Hendriks deel uit van het Amsterdamse AW.DTV. In de zaalcompetitie speelt AW.DTV in de Korfbal League 2, de competitie 1 niveau under de Korfbal League
In seizoen 2023-2024 van de Korfbal League 2 was AW.DTV opperbest. De ploeg won de reguliere competitie soeverein met 32 punten uit 18 wedstrijden (slechts 4 punten gemorst). Hierdoor ging AW.DTV als favoriet de play-offs in. Tegenstander in de best-of-3 serie was het als 4e geplaatste Unitas. AW.DTV won de eerste wedstrijd, maar verloor daarna 2 keer op rij. Hierdoor eindigde het seizoen van AW.DTV in mineur en zag het Unitas naar de Korfbal League 2 finale gaan.

## Erelijst
- Korfbal League kampioen, 4x (2014, 2016, 2017, 2018)
- Europacup kampioen, 4x (2015, 2017, 2018, 2019)
- Ereklasse veldkampioen, 1x (2015)
- Supercup kampioen, 1x (2016)

## Oranje
In 2014 werd Hendriks door bondscoach Wim Scholtmeijer toegevoegd aan het Nederlands korfbalteam. 
Zo won ze goud op de volgende toernooien:
| Seizoen | Toernooi    | Winnaar   |
| ------- | ----------- | --------- |
| 2017    | World Games | Nederland |
| 2016    | EK          | Nederland |
| 2015    | WK          | Nederland |

Hendriks miste het EK van 2018 vanwege een blessure.